# Srđa Knežević
Srđa Knežević, né le 15 avril 1985 à Belgrade, est un footballeur professionnel serbe. Il occupe actuellement le poste de défenseur au V-Varen Nagasaki.

## Biographie

### Sa signature au Legia Varsovie, en Pologne
Le 28 mai 2010, Srđa Knežević signe un contrat portant sur trois saisons au Legia Varsovie, club polonais de première division,. Homme de base de la défense durant les premiers matches, le Serbe se blesse lors de la quatrième journée, contre le GKS Bełchatów. Indisponible un mois au départ, le joueur doit subir une opération à la suite d'une fracture de l'os zygomatique et est écarté des terrains toute la première partie de saison. Il fait son retour au mois de mars, mais ne retrouve pas son niveau. Faisant les frais du recrutement à l'inter-saison, Knežević ne joue pratiquement plus la saison suivante.
En mars 2012, n'ayant pas disputé un seul match professionnel en plus de six mois, il est prêté au Borac Banja Luka.

## Palmarès
- Champion de Serbie : 2008, 2009, 2010
- Vainqueur de la Coupe de Serbie : 2008, 2009